# هنریک وینیافسکی

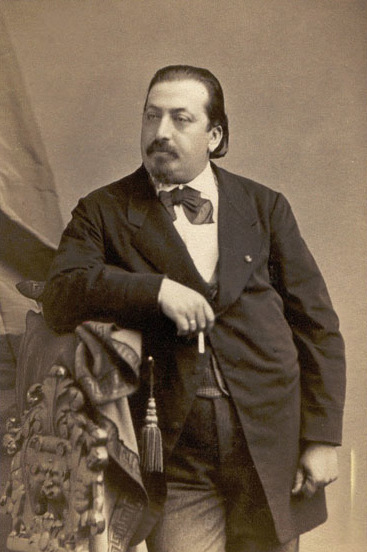
هنریک ویِنیافسکی

هنریک ویِنیافسکی (لهستانی: Henryk Wieniawski؛ ‏ [vʲɛˈɲafskʲi]؛ ‏ زادهٔ ۱۰ ژوئیهٔ ۱۸۳۵ در لوبلین، لهستان کنگره - درگذشتهٔ ۳۱ مارس ۱۸۸۰ در مسکو) آهنگساز دورهٔ رمانتیک، نوازندهٔ ویولن و آموزگار موسیقی اهل لهستان بود.

## شنیدن آثار
- deezer
- youtube